# Gerygone
Gerygone (česky střízlíkovec) je rod drobných pěvců z čeledi střízlíkovcovití (Acanthizidae). Zástupci rodu jsou rozšířeni po jihovýchodní Asii, Nové Guineji, Austrálii, Novém Zélandu a některých tichomořských ostrovech. Největší druhová rozmanitost je v Austrálii a Nové Guineji. Pouze jednomu druhu – střízlíkovci sírožlutému – se podařilo překonat Wallaceovu linii a kolonizovat Thajsko, Malajsii a Filipíny.
Střízlíkovci z rodu Gerygone jsou hmyzožraví, potravu získávají sbíráním a chytáním hmyzu v korunách stromů a keřů. Většina druhů si je morfologicky i ekologicky podobná. Převážná část střízlíkovců váží jen 6–7 g. Největším zástupcem rodu Gerygone je střízlíkovec chathamský, který je takřka dvakrát větší než ostatní ptáci z tohoto rodu.

## Systematika
K roku 2022 rod Gerygone zahrnoval 20 druhů, z nichž 1 je již vyhynulý (střízlíkovec ostrovní):
- Gerygone albofrontata G. R. Gray, 1845 – střízlíkovec chathamský
- Gerygone chloronota Gould, 1843 – střízlíkovec zelenohřbetý
- Gerygone chrysogaster G. R. Gray, 1858 – střízlíkovec žlutobřichý
- Gerygone citrina Mayr, 1931
- Gerygone dorsalis P. L. Sclater, 1883 – střízlíkovec rezavoboký
- Gerygone flavolateralis (G. R. Gray, 1859) – střízlíkovec novokaledonský
- Gerygone fusca (Gould, 1838) – střízlíkovec běloocasý
- Gerygone hypoxantha Salvadori, 1878 – střízlíkovec biacký
- Gerygone igata (Quoy & Gaimard, 1830) – střízlíkovec novozélandský
- Gerygone inornata Wallace, 1864 – střízlíkovec bělobřichý
- Gerygone insularis E. P. Ramsay, 1878 – střízlíkovec ostrovní †
- Gerygone levigaster Gould, 1843 – střízlíkovec mangrovový
- Gerygone magnirostris Gould, 1843 – střízlíkovec hnědavý
- Gerygone modesta Pelzeln, 1860 – střízlíkovec norfolkský
- Gerygone mouki Mathews, 1912 – střízlíkovec hnědý
- Gerygone olivacea (Gould, 1838) – střízlíkovec bělohrdlý
- Gerygone palpebrosa Wallace, 1865 – střízlíkovec proměnlivý
- Gerygone ruficollis Salvadori, 1876 – střízlíkovec korunový
- Gerygone sulphurea Wallace, 1864 – střízlíkovec sírožlutý
- Gerygone tenebrosa (Hall, 1901) – střízlíkovec temný